# Mercury Villager

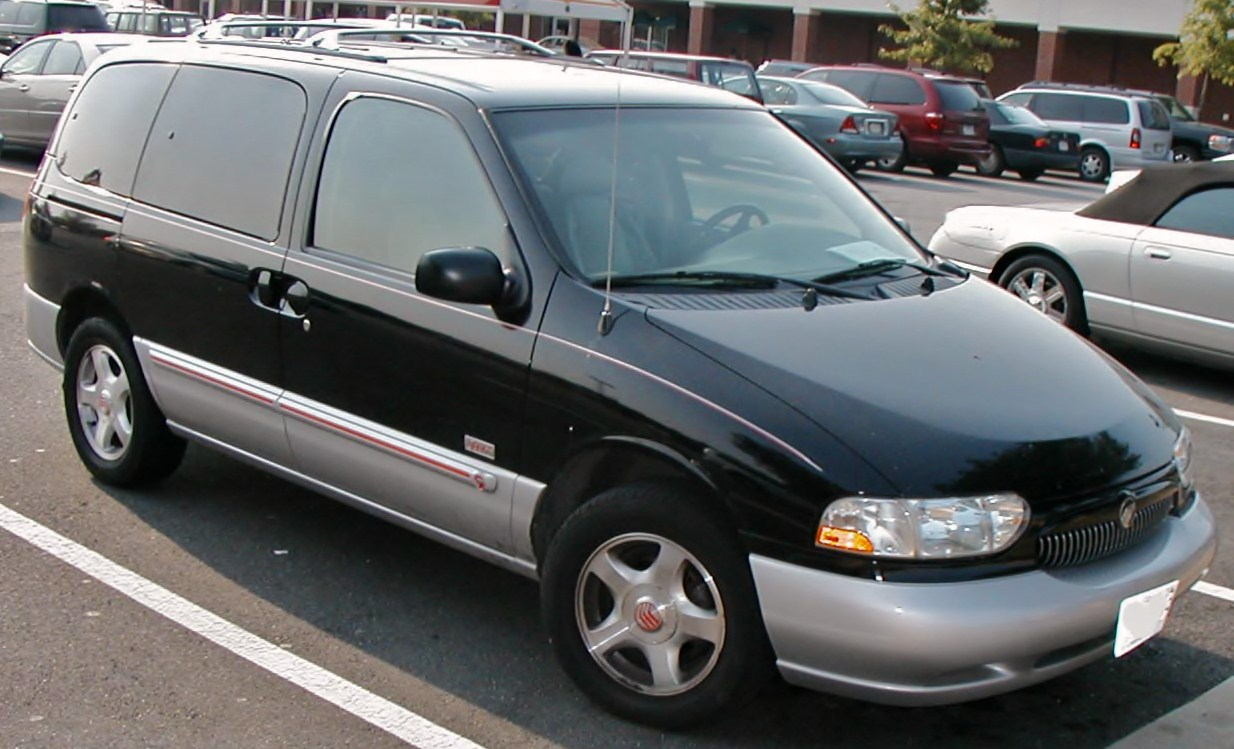
Mercury Villager

De Mercury Villager was een multi-purpose vehicle (MPV) van de Ford Motor Company die in twee generaties op de markt geweest is van 1993 tot 2002, de modellen waren nagenoeg identiek aan de Nissan Quest.
De Mercury Villager en de Nissan Quest werden geïntroduceerd in 1992, tijdens de North American International Auto Show (afgekort NAIAS, voorheen bekend als de Detroit Motor Show), de grootste autosalon van de Verenigde Staten, een beurs die jaarlijks gehouden wordt in de Cobo Hall in Detroit (Michigan), het hart van de Amerikaanse auto-industrie.

## Het ontstaan van de Mercury Villager
In het verleden ver voor het SUV-tijdperk waren de grote brandstofverslindende stationcars, het aangewezen vervoermiddel voor de groeiende Amerikaanse gezinnen, om dwars door de Verenigde Staten te reizen, maar de energiecrisis in de jaren zeventig van de vorige eeuw waarbij de brandstofprijzen stegen, was een reden voor veel consumenten om op zoek te gaan naar een alternatief.
Men was op zoek naar een ruim vervoermiddel, dat zuiniger moest zijn dan de brandstofverslindende stationcars. Zo ontstond de markt voor de minivans, in Nederland beter bekend als MPV's.
Chrysler kwam in 1983 om aan de vraag van de veranderende consument te voldoen met de Voyager op de markt, het antwoord van de Ford Motor Company op dit model was de op een bestelwagen gebaseerde Ford Aerostar.
Aanvankelijk was de Ford Aerostar een succesvol model, maar met het groeien van de markt van de minivans (MPV's) in de Verenigde Staten, werden er steeds meer moderne op personenauto's gebaseerde modellen uit Japan, en de Verenigde Staten zelf op de markt gebracht.
De Ford Aerostar was inmiddels verouderd en zijn opvolger, de Ford Windstar, was nog niet klaar om geïntroduceerd te worden, maar om toch in de sterk groeiende markt van de minivans (MPV) een plaats te kunnen behouden, ging de Ford Motor Company op zoek naar een alternatief. Dit werd de Mercury Villager, een 7-persoons MPV.

## Gemakshuwelijk
De Mercury Villager en de Nissan Quest waren twee nagenoeg identieke modellen, die zijn voortgekomen uit een samenwerking tussen de Ford Motor Company en de Nissan Motor Company.
De joint venture was er één die was gebaseerd op het gemak van de beide bedrijven.
De Ford Motor Company had het geld om een assemblagefabriek te openen, maar niet de techniek binnen de andere modellen van het merk om te gebruiken voor de Mercury Villager, terwijl de Nissan Motor Company wel de techniek en de motoren had, maar niet het geld om een assemblagefabriek te openen.
De Mercury Villager stond op een Ford VX 54 platform, een platform dat speciaal was ontwikkeld voor de Mercury Villager en de Nissan Quest, dit platform was feitelijk een gemodificeerd Nissan J30 platform, het platform van de Nissan Maxima.
De auto's werden gebouwd in de fabrieken van de Ford Motor Company in Avon Lake Ohio, terwijl de motoren gebouwd werden in de motorenfabriek van de Nissan Motor Company in Smyrna Tennessee.
De Nissan Motor Company had met de Ford Motor Company de overeenkomst dat ze de auto zouden assembleren in de Verenigde Staten en dat de Ford Motor Company op zijn beurt de auto door middel van rebadge op de markt zouden brengen als de Mercury Villager.
De voorwielaangedreven modellen waren op de markt gezet om een plaats te verwerven in de steeds groter groeiende minivanmarkt, in Nederland beter bekend als MPV-modellen, de modellen waren strakker gestileerd dan de op dat moment op de markt zijnde modellen van de naaste concurrenten.
De modellen werden ontworpen om gepositioneerd te worden tussen de Chrysler Voyager (Dodge Caravan) en de Chrysler Grand Voyager (Dodge Grand Caravan).
Veel interieurdelen waren afkomstig van de fabrieken van de Ford Motor Company waaronder de radio en het verwarmingspaneel die al eerder waren gebruikt in de Ford Aerostar.
De modellen hadden enkele cosmetische verschillen. Zo was de Villager onder meer voorzien van een andere grille met de begin jaren negentig door Mercury geïntroduceerde lightbar, die ook op onder meer de Mercury Sable zat.
De modellen zijn ontworpen door Moray Callum, de uit Schotland afkomstige designer van de Ford Motor Company.
Van de Nissan Quest is sinds 2004 een derde generatie op de markt, die niet is voortgekomen uit deze samenwerking.

## Innovatie
De meeste MPV's van die tijd hadden achterin stoelen of banken die zeer onhandig waren te verwijderen om de bagageruimte te vergroten.
Een van de meest in het oog springende details van de Villager was de unieke constructie van de achterste bank, die opgeklapt kon worden en door middel van de geïntegreerde rails gemakkelijk verschoven kon worden.
Zo kon de bagageruimte vergroot worden, of door het uitnemen van de middelste bank (of de twee captainchairs) kon van de wagen een vijfpersoonsauto gemaakt worden, of door het doorschuiven van de bank tegen de voorstoelen kon de bagageruimte nog verder worden vergroot.

## De eerste generatie
De eerste generatie Villagers is van 1993-1998 op de markt geweest.
De eerste generatie was er in drie verschillende uitvoeringen:
- GS, de basisuitvoering.
- LS, de luxueuzere uitvoering.
- Nautica Special Edition, de topuitvoering, die standaard was uitgevoerd in twee kleuren.

### Geïnspireerd op de zee
Hadden de vroegere stationwagons vooral het formaat van een jacht, in de verkoopdocumentatie van het topmodel van de Villager was te lezen "Inspired by the Sea".

### Aandrijving
De auto's werden aangedreven door een dwars voorinstaande 2962cc 3.0L 153pk (114kw) sterke V6 Nissan motor type VG30E. Deze in 1984 geïntroduceerde motor werd onder meer ook gebruikt in de Nissan 300ZX, Nissan 200SX, Nissan Maxima en de Infiniti M30, via een viertraps automatische versnellingsbak werden de voorwielen aangedreven.
Maar voordat deze motor gebruikt werd, stelde Ford Motor Company aan Nissan Motor Company de voorwaarde dat de motor op enkele punten aangepast moest worden.
Zo moest er onder andere een olieniveausensor worden aangebracht, en ook diende het oliefilter op een andere plaats gemonteerd te worden, om deze beter bereikbaar te maken.
Ook moest de motor zodanig worden aangepast dat de kans op schade aan de kleppen zo klein mogelijk zou zijn.
De viertraps automatische versnellingsbak was eerder ook te vinden in de Nissan Maxima.
De auto had een topsnelheid van 169 km/h en deed er 14,5 seconde over om vanuit stilstand de 100 km/h te bereiken.
De auto was onder meer standaard uitgerust met gemotoriseerde schoudergordels voor de voorstoelen, en de achterpassagiers hadden de beschikking over een eigen audiosysteem.
Het model is ook als cargo-uitvoering op de markt geweest.

### Verandering per modeljaar

#### Tweede modeljaar 1994
In het tweede modeljaar krijgt de Villager een nieuwe airbag voor de bestuurder (een passagiersairbag was niet leverbaar), en werd de luxueuze Nautica Special Edition geïntroduceerd, die onder meer was voorzien van vier captainchairs (in plaats van een tweezitsbank) en was de bekleding voorzien van leer in plaats van de stoffen bekleding in de overige modellen.

#### Derde modeljaar 1995
In het derde modeljaar werden er geen specifieke wijzigingen aan het model doorgevoerd.

#### Vierde modeljaar 1996
In het vierde modeljaar kreeg de Villager een ander dashboard en werden ook airbags voor de passagiers leverbaar.
De kenmerkende gemotoriseerde schoudergordels kwamen te vervallen.
Ook werd het model verfraaid. Zo werden er onder meer nieuwe bumpers gemonteerd en kwam de kenmerkende lightbar in de grille te vervallen. Deze werd vervangen door een chromen grille en er werden ook nieuwe achterlampen gemonteerd.

#### Vijfde modeljaar 1997
De veranderingen in het vijfde modeljaar waren dat de in de LS-uitvoering optionele, en standaard aanwezige bestuurdersstoelen in de luxueuze Nautica-uitvoering voor de achterpassagiers van dat jaar ook als optie leverbaar waren voor de GS-uitvoering.

#### Zesde modeljaar 1998
In het zesde en laatste modeljaar van de eerste generatie werden geen wijzigingen meer aangebracht.

### Maten en gewichten
- Lengte:	
  - 4.823 mm	(modeljaar 1993 – 1995)
  - 4.831 mm	(modeljaar 1996 – 1998)
- Breedte:
  - 1.872 mm	(modeljaar 1993 – 1995)
  - 1.875 mm	(modeljaar 1996 – 1998)
- Hoogte:	
  - 1.717 mm	(modeljaar 1993 – 1995)
  - 1.715 mm	(modeljaar 1996 – 1998, GS Cargo)
  - 1.674 mm	(modeljaar 1996 – 1998, GS)
  - 1.666 mm	(modeljaar 1996 – 1998, LS & Nautica)
- Gewicht:
  - 1.780 kg (NL)
  - 1.730 kg (USA)
- Wielbasis:  2.850 mm
- Spoorbreedte voor: 1.610 mm
- Spoorbreedte achter: 1.610 mm
- Draaicirkel: 12,0 meter
- Inhoud bagageruimte: 500 – 3568 liter

Nieuwprijs in Nederland per 1 april 1997:
- Villager 3.0 GS 7 pers. € 35.322,-
- Villager 3.0 LS 7 pers. € 40.547,-

Ter vergelijking enkele nieuwprijzen van concurrerende modellen, uit die tijd:
- Chevrolet Transsport 3.4 aut. € 35.372,-
- Chrysler Voyager 3.3 LE 7 pers. Aut.	€ 42.385,-
- Ford Windstar 3.0 aut.	 € 33.543,-
- Pontiac Transsport 3.8 V6 aut. € 29.473,-

### De eerste generatie in film en televisieproducties
De Villager van de eerste generatie heeft ook diverse malen zijn opwachting gemaakt in televisie- en filmproducties.
Zo was er een Villager, model 1996, te zien in een aflevering van de televisieserie The Sopranos waarin de auto door de karakters  Anthony "Tony" Soprano (James Gandolfini) en Peter Paul "Paulie Walnuts" Gualtieri (Tony Sirico) werd gebruikt tijdens een trip in Miami Florida.
Daarnaast werd de Villager van de eerste generatie in films en televisieproducties gebruikt voor korte scènes  en was het model op de achtergrond in diverse televisie- en filmproducties te zien.

## De tweede generatie
De tweede generatie is van 1999 – 2002 op de markt geweest.
In 1999 werd de tweede generatie geïntroduceerd, een model in compleet nieuwe stijl, dat een meer gestroomlijnd uiterlijk had dan zijn voorganger.
Ook werd de tweede generatie standaard uitgevoerd met een schuifdeur aan de bestuurderskant.
De tweede generatie was leverbaar in drie uitvoeringen:
- Base
- Estate
- Sport

Ondanks dat de wielbasis gelijk bleef, namen alle exterieurmaten met enkele centimeters toe.
Ook werd als optie leverbaar voor de tweede rij een dubbel geïntegreerd veiligheidskinderzitting.

### Aandrijving
De 3.0 liter motor uit de eerste generatie werd vervangen door een 3.275cc 3.3L 180 pk (134kw) sterke V-6 Nissan motor van het type VG33E, deze motor kwam opnieuw uit de Nissan Motor Company fabrieken uit Smyrna Tennessee.
Deze in 1996 geïntroduceerde motor werd ook gebruikt in onder meer de Nissan Pathfinder en de Infiniti QX4, via een viertraps automatische versnellingsbak werden de voorwielen aangedreven.

### Verandering per modeljaar

#### Tweede modeljaar 2000
In het tweede modeljaar werd een video-entertainmentsysteem als optie leverbaar voor de achterpassagiers, inclusief een videorecorder, 6,4 inch-, neerklapbaar lcd-scherm en een multikanaals audiosysteem.
Vanaf dit jaar werd de driepersoonszitbank voor de tweede rij een optie die zonder meerkosten te verkrijgen was, op de modellen Base en Sport. De geïntegreerde optionele kinderzittingen op de tweede zitrij waren niet meer verkrijgbaar als optie, alle modellen werden voorzien van veiligheidsaansluitingen voor kinderzittingen.
Op alle modellen werd een op afstand bedienbare vergrendeling in combinatie van een alarmsysteem standaard.

#### Derde modeljaar 2001
In het derde jaar werden de gril en achterklep vernieuwd, tevens kregen de modellen Sport en Estate andere wielen.

#### Vierde modeljaar 2002
In het vierde modeljaar waren er geen veranderingen, alleen werden de diverse optiepakketten nu aangeboden als aparte uitvoeringen. In het vierde en laatste modeljaar waren er de volgende uitvoeringen:
- Value
- Popular
- Sport
- Sport Plus
- Estate
- Estate Premium

Maten en gewichten:
- Lengte:
  - 4.945 mm	(modeljaar 1999 & 2000)
  - 4.950 mm	(modeljaar 2001 & 2002)
- Breedte: 1.902 mm
- Hoogte: 1.785 mm
- Gewicht:  1.789 kg
- Wielbasis: 2.850 mm

### De tweede generatie in film en televisieproducties
Ook de tweede generatie dook op in diverse films. Zo was er een Villager uit 1999 te zien op de achtergrond in de film Something's Gotta Give uit 2003.
Na het vierde modeljaar werden zowel de Mercury Villager en Nissan Quest van dit model van de markt gehaald, dit naar aanleiding van teruglopende verkoopcijfers, ten opzichte van de Grand modellen van de directe concurrentie was de Villager gewoonweg te klein geworden.
De Mercury Villager werd in 2004 opgevolgd door de Mercury Monterey.